# Frogn
Frogn est une municipalité de le comté d'Akershus en Norvège.

## Historique
Frogn fait partie de la région traditionnelle du Follo. Le centre administratif de la municipalité est la ville de Drøbak. 
Frogn a été créé en tant que municipalité le 1er janvier 1838. La ville de Drøbak a fusionné avec Frogn le 1er janvier 1962. Frogn est situé dans la partie sud de la péninsule entre l'Oslofjord principal et le Bunnefjorden. Frogn borde Nesodden, Ås et Vestby.

## Localités
- Blylaget
- Digerud
- Drøbak
- Tåjebukta

## Îles
- Askholmene
- Aspond
- Bergholmen
- Håøya
- Kaholmene
- Lågøya (Frogn)
- Søndre Langåra

## Zones protégées
- Réserve naturelle du Danmark
- Réserva naturelle de Knardal
- Réserve naturelle de Nordøstre Askeskjær
- Réserve naturelle de Smihagen
- Réserve naturelle de Søndre Håøya